# Space Awards
Space Awards son premios cinematográficos creados por el canal de televisión Space en marzo de 2014, con el objetivo de premiar a las películas más votadas por los televidentes. Se ha nominado varias películas, en el cual se encuentran las clásicas de terror y la de los últimos años atrás. 

## Categorías
- Mejores palabras antes de matar.
- Mejor interrogado insolente.
- Mejor arma improvisada.
- Mejor maniobra en auto.
- Mejor héroe inesperado.
- Mejor arma gourmet.
- Mejor aterrizaje de un vehículo sobre otro.
- Peor tirador.
- Mejor muerte creativa.
- Mejor pelea de uno contra todos.
- Mejor grito de horror.
- Mejor fauna asesina.
- Mejor niño del infierno.

## Películas en elecciones
- Rápido y Furioso
- El transportador 3
- Cobra
- El pueblo de los malditos
- El orfanato
- A Nightmare on Elm Street
- Asesino Ninja
- Los infiltrados